# Olympische Sommerspiele 1936/Ringen – Griechisch-römischer Stil Halbschwergewicht (Männer)
Das griechisch-römische Ringen im Halbschwergewicht bei den Olympischen Sommerspielen 1936 wurde vom 6. bis 9. August in der Deutschlandhalle ausgetragen. Pro Nation durfte maximal ein Athlet antreten. Die Gewichtsklasse war auf 87 kg begrenzt.
Der Wettbewerb wurde nach einem Ausscheidungssystem mit Minuspunkten ausgetragen. In jeder Runde hatte jeder Athlet einen Kampf. Bei ungerader Anzahl an Athleten, hatte ein Athlet ein Freilos. Der Verlierer eines Kampfes erhielt 3 Minuspunkte, wenn er durch einen Schultersieg seines Gegner unterlag oder mit 0:3 Punkten den Kampf verlor. Zwei Minuspunkte erhielt der Athlet bei einer Niederlage von 1:2 Punkten. Der Sieger erhielt einen Minuspunkt, wenn er nach Punkten gewann, und 0 Minuspunkte, wenn der Sieg durch Schultersieg erfolgte. Am Ende jeder Runde wurde jeder Athlet mit mehr als 4 Minuspunkten eliminiert.

## Zeitplan
| Datum          | Runde           |
| -------------- | --------------- |
| 6. August 1936 | Runde 1         |
| 7. August 1936 | Runde 2         |
| 8. August 1936 | Runde 3 Runde 4 |
| 9. August 1936 | Runde 5 Runde 6 |

## Ergebnisse

### Runde 1
| Sieger                  | Nation             | Art des Sieges          | Verlierer           | Nation           |
| ----------------------- | ------------------ | ----------------------- | ------------------- | ---------------- |
| Axel Cadier             | Schweden           | Schultersieg            | Edvard Vesterlund   | Finnland         |
| Umberto Silvestri       | Königreich Italien | Schultersieg            | Jean Houdry         | Frankreich       |
| Olaf Knudsen            | Norwegen           | Schultersieg            | František Mráček    | Tschechoslowakei |
| Mustafa Avcioğlu-Çakmak | Türkei             | Punkteentscheidung, 3–0 | Gyula Bóbis         | Ungarn           |
| Edvīns Bietags          | Lettland           | Schultersieg            | Werner Seelenbinder | Deutsches Reich  |
| Franz Foidl             | Österreich         | Schultersieg            | Georg Argast        | Schweiz          |
| August Neo              | Estland            | Freilos                 |                     |                  |

| Rang | Athlet              | Nation             | Minuspunkte |
| ---- | ------------------- | ------------------ | ----------- |
| 1    | Axel Cadier         | Schweden           | 0           |
| 1    | Umberto Silvestri   | Königreich Italien | 0           |
| 1    | Olaf Knudsen        | Norwegen           | 0           |
| 1    | Edvīns Bietags      | Lettland           | 0           |
| 1    | Franz Foidl         | Österreich         | 0           |
| 1    | August Neo          | Estland            | 0           |
| 7    | Mustafa Avcıoğlu    | Türkei             | 1           |
| 8    | Edvard Vesterlund   | Finnland           | 3           |
| 8    | Jean Houdry         | Frankreich         | 3           |
| 8    | František Mráček    | Tschechoslowakei   | 3           |
| 8    | Gyula Bóbis         | Ungarn             | 3           |
| 8    | Werner Seelenbinder | Deutsches Reich    | 3           |
| 8    | Georg Argast        | Schweiz            | 3           |

### Runde 2
| Sieger              | Nation             | Art des Sieges          | Verlierer        | Nation           |
| ------------------- | ------------------ | ----------------------- | ---------------- | ---------------- |
| Axel Cadier         | Schweden           | Punkteentscheidung, 3–0 | August Neo       | Estland          |
| Edvard Vesterlund   | Finnland           | Schultersieg            | Jean Houdry      | Frankreich       |
| Umberto Silvestri   | Königreich Italien | Schultersieg            | Olaf Knudsen     | Norwegen         |
| Mustafa Avcıoğlu    | Türkei             | Punkteentscheidung, 2–1 | František Mráček | Tschechoslowakei |
| Edvīns Bietags      | Lettland           | Schultersieg            | Gyula Bóbis      | Ungarn           |
| Werner Seelenbinder | Deutsches Reich    | Schultersieg            | Georg Argast     | Schweiz          |
| Franz Foidl         | Österreich         | Freilos                 |                  |                  |

| Rang | Athlet              | Nation             | Minuspunkte |
| ---- | ------------------- | ------------------ | ----------- |
| 1    | Edvīns Bietags      | Lettland           | 0           |
| 1    | Franz Foidl         | Österreich         | 0           |
| 1    | Umberto Silvestri   | Königreich Italien | 0           |
| 4    | Axel Cadier         | Schweden           | 1           |
| 5    | Mustafa Avcıoğlu    | Türkei             | 2           |
| 6    | Olaf Knudsen        | Norwegen           | 3           |
| 6    | August Neo          | Estland            | 3           |
| 6    | Werner Seelenbinder | Deutsches Reich    | 3           |
| 6    | Edvard Vesterlund   | Finnland           | 3           |
| 10   | František Mráček    | Tschechoslowakei   | 5           |
| 11   | Georg Argast        | Schweiz            | 6           |
| 11   | Gyula Bóbis         | Ungarn             | 6           |
| 11   | Jean Houdry         | Frankreich         | 6           |

### Runde 3
| Sieger              | Nation          | Art des Sieges | Verlierer         | Nation             |
| ------------------- | --------------- | -------------- | ----------------- | ------------------ |
| August Neo          | Estland         | Schultersieg   | Franz Foidl       | Österreich         |
| Axel Cadier         | Schweden        | Schultersieg   | Umberto Silvestri | Königreich Italien |
| Olaf Knudsen        | Norwegen        | Schultersieg   | Edvard Vesterlund | Finnland           |
| Edvīns Bietags      | Lettland        | Schultersieg   | Mustafa Avcıoğlu  | Türkei             |
| Werner Seelenbinder | Deutsches Reich | Freilos        |                   |                    |

| Rang | Athlet              | Nation             | Minuspunkte |
| ---- | ------------------- | ------------------ | ----------- |
| 1    | Edvīns Bietags      | Lettland           | 0           |
| 2    | Axel Cadier         | Schweden           | 1           |
| 3    | Franz Foidl         | Österreich         | 3           |
| 3    | Olaf Knudsen        | Norwegen           | 3           |
| 3    | August Neo          | Estland            | 3           |
| 3    | Werner Seelenbinder | Deutsches Reich    | 3           |
| 3    | Umberto Silvestri   | Königreich Italien | 3           |
| 8    | Mustafa Avcıoğlu    | Türkei             | 5           |
| 9    | Edvard Vesterlund   | Finnland           | 6           |

### Runde 4
| Sieger              | Nation          | Art des Sieges | Verlierer         | Nation             |
| ------------------- | --------------- | -------------- | ----------------- | ------------------ |
| Werner Seelenbinder | Deutsches Reich | Schultersieg   | Franz Foidl       | Österreich         |
| August Neo          | Estland         | Schultersieg   | Umberto Silvestri | Königreich Italien |
| Axel Cadier         | Schweden        | Schultersieg   | Olaf Knudsen      | Norwegen           |
| Edvīns Bietags      | Lettland        | Freilos        |                   |                    |

| Rang | Athlet              | Nation             | Minuspunkte |
| ---- | ------------------- | ------------------ | ----------- |
| 1    | Edvīns Bietags      | Lettland           | 0           |
| 2    | Axel Cadier         | Schweden           | 1           |
| 3    | August Neo          | Estland            | 3           |
| 3    | Werner Seelenbinder | Deutsches Reich    | 3           |
| 5    | Umberto Silvestri   | Königreich Italien | 6           |
| 6    | Olaf Knudsen        | Norwegen           | 6           |
| 7    | Franz Foidl         | Österreich         | 6           |

### Runde 5
| Sieger         | Nation   | Art des Sieges          | Verlierer           | Nation          |
| -------------- | -------- | ----------------------- | ------------------- | --------------- |
| Edvīns Bietags | Lettland | Punkteentscheidung, 2–1 | August Neo          | Estland         |
| Axel Cadier    | Schweden | Punkteentscheidung, 3–0 | Werner Seelenbinder | Deutsches Reich |

| Rang   | Athlet              | Nation          | Minuspunkte |
| ------ | ------------------- | --------------- | ----------- |
| 1      | Edvīns Bietags      | Lettland        | 1           |
| 2      | Axel Cadier         | Schweden        | 2           |
| Bronze | August Neo          | Estland         | 5           |
| 4      | Werner Seelenbinder | Deutsches Reich | 6           |

### Runde 6
| Sieger      | Nation   | Art des Sieges          | Verlierer      | Nation   |
| ----------- | -------- | ----------------------- | -------------- | -------- |
| Axel Cadier | Schweden | Punkteentscheidung, 3–0 | Edvīns Bietags | Lettland |

| Rang   | Athlet         | Nation   | Minuspunkte |
| ------ | -------------- | -------- | ----------- |
| Gold   | Axel Cadier    | Schweden | 3           |
| Silber | Edvīns Bietags | Lettland | 4           |